# Lijst van Tweede Kamerleden voor Volt
Een overzicht van alle Tweede Kamerleden voor Volt Nederland (Volt). Laurens Dassen is tot op heden de enige fractievoorzitter geweest van de fractie.

## De lijst
|               | Kamerlid         | Begindatum    | Einddatum        | Refs  | Aantal dagen |
| ------------- | ---------------- | ------------- | ---------------- | ----- | ------------ |
|               | Ernst Boutkan    | 16 maart 2023 | 4 juli 2023      | [ 1 ] | 95           |
|               | Laurens Dassen   | 31 maart 2021 |                  | [ 2 ] | 1453         |
|               | Nilüfer Gündoğan | 31 maart 2021 | 26 februari 2022 | [ 3 ] | 332          |
| 10 maart 2022 | Nilüfer Gündoğan | 22 maart 2022 |                  | [ 3 ] | 332          |
|               | Marieke Koekkoek | 31 maart 2021 | 14 maart 2023    | [ 4 ] | 713          |
| 5 juli 2023   | Marieke Koekkoek |               |                  | [ 4 ] | 713          |